# Tom van Bergen
Tom van Bergen (Venlo, 9 september 1981) is een voormalig profvoetballer die bij voorkeur als middenvelder speelde.

## Spelersloopbaan
Als jeugdspeler van SV Blerick werd Van Bergen op 10-jarige leeftijd gescout door VVV waar hij de jeugdopleiding doorliep. Op 30 november 2001 maakte zijn competitiedebuut in het eerste elftal als invaller voor Ruud Verhappen tijdens een thuiswedstrijd tegen FC Haarlem (1-2). Tussen 2001 en 2004 kwam de middenvelder die ook als verdediger inzetbaar was, drie en een half seizoen uit voor VVV-Venlo dat destijds in de Eerste divisie speelde. Daar speelde hij 46 wedstrijden waarin hij één keer scoorde.
In de winterstop van seizoen 2004/05 werd Van Bergen overgenomen door MVV Maastricht, waar hij twee en een half seizoen speelde tot 2007. In totaal speelde hij daar 41 wedstrijden en scoorde daarin vijf keer.
Na een kortstondig avontuur in Bahrein bij Riffa S.C. speelde Van Bergen nog bij de amateurs van SV Venray en RKSV Wittenhorst en vervolgens in Duitsland bij ASV Süchteln en SC Union Nettetal. In 2017 sloot hij zijn spelersloopbaan af bij SV Straelen.

## Profstatistieken
| Seizoen         | Club            | Competitie      | Competitie | Competitie | Beker | Beker | Overige | Overige | Totaal | Totaal |
| Seizoen         | Club            | Competitie      | Wed.       | Dlp.       | Wed.  | Dlp.  | Wed.    | Dlp.    | Wed.   | Dlp.   |
| --------------- | --------------- | --------------- | ---------- | ---------- | ----- | ----- | ------- | ------- | ------ | ------ |
| 2001/02         | VVV             | Eerste divisie  | 8          | 0          | 0     | 0     | —       | —       | 8      | 0      |
| 2002/03         | VVV             | Eerste divisie  | 9          | 0          | 2     | 0     | —       | —       | 11     | 0      |
| 2003/04         | VVV-Venlo       | Eerste divisie  | 26         | 1          | 2     | 0     | 4       | 1       | 32     | 2      |
| 2004/05         | VVV-Venlo       | Eerste divisie  | 3          | 0          | 0     | 0     | 0       | 0       | 3      | 0      |
| 2004/05         | MVV Maastricht  | Eerste divisie  | 17         | 3          | 0     | 0     | —       | —       | 17     | 3      |
| 2005/06         | MVV Maastricht  | Eerste divisie  | 22         | 2          | 2     | 0     | —       | —       | 24     | 2      |
| 2006/07         | MVV Maastricht  | Eerste divisie  | 2          | 0          | 0     | 0     | —       | —       | 2      | 0      |
| Carrière totaal | Carrière totaal | Carrière totaal | 87         | 6          | 6     | 0     | 4       | 1       | 97     | 7      |

## Verdere loopbaan
Na het afsluiten van zijn spelersloopbaan werd Van Bergen trainer bij amateurclub SVEB. Vanaf seizoen 2019/20 is hij de hoofdtrainer van derdeklasser MVC'19, waarmee hij in 2022 kampioen werd en promoveerde naar de Tweede klasse. Na vier seizoenen nam hij afscheid van de club.